# American Hardcore
American Hardcore är ett album av L.A. Guns från 1996. Albumet är sångaren Chris Van Dalhs enda med bandet och basisten Johnny Crypts första.

## Låtlista
1. "F.N.A."
2. "What I've Become"
3. "Unnatural Act"
4. "Give"
5. "Don't Pray"
6. "Pissed"
7. "Mine"
8. "Kevorkian"
9. "Hey World"
10. "Next Generation"
11. "Hugs And Needles"
12. "I Am Alive"
13. "Black Sabbath" (Black Sabbath cover) (Bonus)

## Medverkande
- Chris Van Dahl - sång
- Tracii Guns - gitarr
- Johnny Crypt - bass
- Steve Riley - trummor